# Хенри Голдинг
Хенри Еван Голдинг (енгл. Henry Ewan Golding; Бетонг, 5. фебруар 1987) британско-малезијски је глумац, манекен и телевизијски водитељ. Голдинг је био водитељ серије Путописна емисија од 2014. године. Познат је по свом раду на филму, играјући улогу као Ник Јанг у филму Лудо богати Aзијати, насловни лик у акционо-авантуристичком филму Змијске Очи, Шон Таунсенд у трилеру Слатка мала тајна и Том у љубавној комедији Прошлог Божића, последња два је режирао Пол Фиг.

## Филмографија

### Филм
| Година | Српски назив        | Изворни назив | Улога                  | Напомене |
| ------ | ------------------- | ------------- | ---------------------- | -------- |
| 2009.  | н. п.               |               | Искандар Тан Сри Мурад |          |
| 2018.  | Лудо богати Aзијати |               | Ник Јанг               |          |
| 2018.  | Слатка мала тајна   |               | Шон Таунсенд           |          |
| 2019.  | н. п.               |               | Кит                    |          |
| 2019.  | Прошлог Божића      |               | Том Вебстер            |          |
| 2019.  | Господа             |               | Драј Ај                |          |
| 2021.  | Змијске Очи         |               | Змијске Очи            |          |
| 2022.  | Под туђим утицајем  |               | господин Елиот         |          |

### Телевизија
| Година     | Српски назив          | Изворни назив | Улога         | Напомене                                      |
| ---------- | --------------------- | ------------- | ------------- | --------------------------------------------- |
| 2007–2010. | н. п.                 |               | себе          | водитељ                                       |
| 2009.      | н. п.                 |               | Хариз         |                                               |
| 2010–2012. | н. п.                 |               | себе          | водитељ                                       |
| 2012.      | н. п.                 |               | себе          | водитељ                                       |
| 2014–данас | н. п.                 |               | себе          | ко-водитељ                                    |
| 2015.      | н. п.                 |               | себе          | водитељ                                       |
| 2017.      | н. п.                 |               | себе          | водитељ                                       |
| 2021.      | Ратови звезда: Визије |               | Цубаки (глас) | кратки филм: Акакири: енглеска синхронизација |